# Fărcaş
Fărcaş es una comuna ubicada en el distrito de Dolj, Rumania.

## Superficie
Posee una superficie de 47,80 kilómetros cuadrados.

## Demografía
Hasta 2021 la población era de 2047 habitantes, con una densidad de población de 42,82 habitantes por kilómetro cuadrado.